# استان آسونسیون
استان آسونسیون (به اسپانیایی: Provincia de Asunción) یک استان در پرو است که در منطقه انکاش واقع شده‌است. استان آسونسیون ۵۲۹ کیلومتر مربع مساحت و ۷٬۳۷۸ نفر جمعیت دارد.